# Murat Akça
Murat Akça est un footballeur turc, né le 13 juillet 1990 à Stuttgart en Allemagne. Il évolue au poste de défenseur central au Pendikspor, en Süper Lig turque.

## Biographie
Murat Akça fait toute sa formation avec l'équipe de Galatasaray SK et l'entraîneur Michael Skibbe l'intègre en 2008 en équipe première et à l'âge de 18 ans, il joue son premier match officiel avec l'équipe le 30 octobre 2008 en Coupe de Turquie face à Ankaraspor.
En 2010, le joueur est inclus comme joueur d'échange dans le transfert de Çağlar Birinci à Galatasaray et Akça s'engage avec le Denizlispor le 27 juillet 2010. Akça est prêté dans la foulée au Adana Demirspor afin d'engranger de l'expérience. Ces bonnes prestations attirent l'œil des formations de Süper Lig et le joueur s'engage finalement avec le Sivasspor . Il ne joue pas beaucoup de matchs et le joueur est transféré au Kardemir Karabükspor au mercato d'hiver 2014 et au Yeni Malatyaspor en juin 2016.